# Abida Hussain
Abida Hussain est une femme politique et diplomate pakistanaise. Ambassadrice du Pakistan aux États-Unis entre 1991 et 1994, elle est députée à l’Assemblée nationale du Pakistan jusqu'en 2002.

## Biographie
Abida Hussain est l'épouse de Syed Fakhar, un important homme politique pakistanais, président de l'Assemblée nationale entre 1985 et 1986. Elle est la fille de Syed Abid Hussain, le plus jeune député élu en 1946 dans l'Assemblée constituante indienne (comprenant alors l'actuel Pakistan), et la descendante de Pir Shah Jewana, un saint de l'ordre de Naqshbandiya. Elle est aussi la fille de l'industriel Sir Syed Maratib Ali. Enfin, sa propre fille, Syeda Sughra Imam, est une femme politique, membre de l'Assemblée provinciale du Punjab.
Elle est membre du Parti du peuple pakistanais depuis 2006, dont elle était déjà membre par le passé mais qu'elle avait quitté dans les années 1970. Entretemps, elle était affiliée aux rivaux du parti, Zia-ul-Haq et Nawaz Sharif. Elle est battue lors des élections législatives de 2002, sur la liste de Pervez Musharraf.

## Sources
- (en) Cet article est partiellement ou en totalité issu de l’article de Wikipédia en anglais intitulé « Abida Hussain » (voir la liste des auteurs).